# Стів Шарлі
Стефані «Стів» Ширлі, до шлюбу Брук, при народженні Віра Стефані Бухталь (*16 вересня 1933, у Дортмунд), DBE — британська програмістка, першовідкривачка в сфері інформаційних технологій, підприємиця, меценатка та феміністка.

## Біографія
Народилася 16 вересня 1933 року в Дортмунді, в сімії єврея Арнольда Бухталу і неєврейки. При народжені вона отримала ім'я Віра Стефані Бухталь. У липні 1939 року, у п'ятирічному віці разом зі своєю дев'ятирічною сестрою Ренатою, переїхала до Британії за програмою Кіндертранспорт як дитина-біженка. Її помістили під опіку прийомних батьків, які проживали у місті Саттон Колдфілд.
Після відвідування монастирської школи вона переїхала до Освестри, поблизу валлійського кордону, де відвідувала Освестриську жіночу середню школу. Математику в школі не викладали, тому вона отримала дозвіл після відвідувати уроки в місцевій школі для хлопців. Пізніше згадувала, що після переживань воєнних часів в Освестрі вона провела шість чудових років миру.
Закінчивши школу, Віра Стефані Бухталь вирішила не йти до університету, підкресливши, що для її статі доступною наукою була лише ботаніка, яка її не цікавила, тому вона шукала роботу в математичному / технічному середовищі. У віці 18 років вона стала громадянкою Великої Британії і змінила ім'я на Стефані Брук.
У 1950-х роках працювала на Дослідницькій станції поштового відділення Голлі Долліс, створюючи комп'ютери з нуля і пишучи код за допомогою машинної мови. Протягом шести років вона відвідувала вечірні заняття, після чого отримала диплом з математики з відзнакою. У 1959 році вона перейшла до компанії CDL Ltd, яка займалася розробкою комп'ютерів.
Після одруження з фізиком Дереком Ширлі в 1962 році Стефані Ширлі заснувала, зі стартовим капіталом 6 фунтів стерлінгів, компанію програмістів-фрілансерів, що займалися розробкою програмного забезпечення, (зараз компанія Xansa). Зустрічаючи сексизм на своєму робочому місці, вона хотіла створити можливості для працевлаштування жінок, тому серед перших 300 осіб персоналу було лише три чоловіки-програмісти, поки Закон про дискримінацію за ознакою статі 1975 року не визнав цю практику протизаконною. Для того, щоб її сприймали всерйоз у діловому світі, Стефані Ширлі взяла чоловічий псевдонім «Стів», оскільки компанії не відповідали на листи, підписані її справжнім ім'ям. Проєкти її команди включали програмування рекордера польоту чорного ящику Конкорда.
Вона працювала незалежною невиконавчою директором Tandem Computers Inc., Атомної енергетичної адміністрації (пізніші AEA Технології) та Партнерства Джона Льюїса.
Ширлі вийшла на пенсію в 1993 році у віці 60 років і з того часу займалася філантропією.

## Відзнаки
У 1980 році отримала офіцерський Орден Британської імперії за заслуги в промесловості
У 1987 році її було присвоєно визнання Свободи міста Лондона. Вона очолювала Британське комп'ютерне товариство з 1989 по 1990 рік та була магістеркою компанії ІТ-лівреї в 1992—1993.
У 1985 році їй присуджено премію «Визнання за інформаційні технології».
У 1991 році Стефані Ширлі була удостоєна степені почесного доктора університету в Букінгемі, і з того часу була відзначена також Кембриджським університетом, університетом Солент та 28 іншими університетами Великої Британії.
У 1999 році вона отримала медаль Маунтбаттен.
Призначена дійсною членкинею Королівської інженерної академії та коледжу Біркбека в 2001 році.
У 2000 році отримала звання Дами-Командора (DBE) за заслуги в інформаційних технологіях.
У 2003 році Ширлі отримала премію Фонду громади Великої Британії за внесок у боротьбу з аутизмом та за свою піонерську роботу з використання інформаційних технологій для загального блага.
У січні 2014 року Наукова рада назвала Стефані Ширлі однією з «100 найкращих практикуючих вчених» у Великій Британії.
В 2017 році отримала Ордена кавалерів пошани (CH) за заслуги в ІТ-індустрії та філантропії.
У 2018 році стала членкинею Музею комп'ютерної історії і першою жінкою, яка здобула нагороду Чартерного інституту управління «за видатний внесок в британську інженерію і технології».
9-го серпня 2025 року Стів Ширлі померла у віці 91-го року внаслідок незначної хвороби

## Філантропія
Стефані Ширлі віддала більшу частину свого багатства (від внутрішнього продажу компанії) на благодійність.
Ширлі підтримувала дослідження в сфері розладів аутичного спектру, її син Джайлз (1963—1998) був аутистом. Вона членкиня Національного аутистичного товариства. Закликала і фінансувала дослідження в цій галузі, наприклад, через Центр досліджень аутизму під керівництвом професора Саймона Барона-Коена та через благодійну організацію Аустістіка.
В 1986 році створила Фонд Ширлі, що базується у Великій Британії. Його нинішня місія — сприяння та підтримка інноваційних проєктів із стратегічним впливом у сфері розладів аутичного спектру з особливим акцентом на медичні дослідження. Фонд підтримав багато проєктів через гранти та позики, зокрема: «Аутизм у Кінгвуді», «Прайор Корт», «Autism99». Ширлі виступає на конференціях по всьому світу і часто контактує з батьками, опікунами та особами, що мають розлади аутичного спектру.
З травня 2009 р. по травень 2010 р. Стефані Ширлі обіймала посаду амбасадорки Великої Британії з питань благодійності, урядового призначення, спрямованого на надання благодійникам «голосу».
У 2012 році Ширлі подарувала всю свою колекцію мистецтв, включаючи твори Елізабет Фрінк, Маггі Гемблінг, Томаса Гедервіка, Йозефа Германа та Джона Пайпера, для школи Прайор Кортта, а також лікарням.
У 2013 році в одному з інтерв'ю на BBC Radio 2 у шоу Доброго ранку в неділю, Ширлі сказала, чому віддала понад 67 мільйонів фунтів свого особистого багатства для різних проєктів. У своїх спогадах 2012 року «Відпусти її» вона пише: «Я це роблю через свою особисту історію; мені потрібно виправдати факт, що моє життя було врятоване».

## Авторка
- Нехай спогади IT IT (2012 рік переглянуто 2018 рік) — екранізуються у фільмі (дата tbc) ISBN 978-0241395493
- Моя родина в вигнанні (2015) ISBN 978 0 85457 244 1